# Midea pruinosa
Midea pruinosa är en fjärilsart som beskrevs av Pieter Cornelius Tobias Snellen 1872. Midea pruinosa ingår i släktet Midea och familjen nattflyn. Inga underarter finns listade i Catalogue of Life.